# 백치원앙
"백치원앙"은 1989년에 개봉한 대한민국의 영화이다.

## 줄거리
연화와 대침은 한 마을에서 자라 혼인을 약속한 사이다. 그러나 연화의 집안이 성질이 포악한 강초시의 흉계로 몰락하자 최진사는 반백치인 아들 억수의 신부감으로 연화를 데려간다. 대침은 팔도를 돌며 염문 행각을 벌이고, 연화는 남편 구실을 못하는 억수를 보며 대침을 그리워한다. 
마침내 연화는 대침을 만나 그를 통해 삶의 의욕을 되찾는다. 최진사가 병으로 죽고 허씨 또한 강초시의 흉계로 죽자 모든 상황을 알게 된 대침은 강초시의 죄상을 밝힌다. 연화와 대침은 서로에 대한 사랑을 간직한 채 맺어지지 못하고 대침은 길을 떠난다.(박민)

## 캐스팅
- 이대근
- 이경표
- 손영춘
- 김상순
- 김하림
- 서권순
- 금미소
- 이해룡
- 박동룡
- 김종석
- 송윤주
- 우정아
- 박보영
- 김연주
- 홍윤정
- 조학자
- 김경란
- 박영호
- 오도규
- 김덕영
- 이재욱